# 暹越戰爭 (1841年—1845年)
暹越戰爭（1841年—1845年）爆發於越南阮朝與暹羅拉達那哥欣王國之間，這二國就自身在柬埔寨的霸權地位展開的戰爭。
越南此前在1831年的暹越戰爭擊敗了暹羅，鞏固了自身對柬埔寨王室的控制。1840年，越南廢黜柬埔寨女王安眉的王位，將柬埔寨改為鎮西城，推行越南化運動。這激起了柬埔寨人的不滿，柬埔寨人紛紛揭竿而起反抗越南人的統治。前國王安贊二世的弟弟安東在暹羅軍隊的支持下返回柬埔寨，並被立為國王。與此同時，南圻又爆發多個叛亂，叛軍與柬埔寨人、暹羅人相互聲援，令越南軍隊疲於奔命。越南軍隊無法鎮壓柬埔寨的反抗，被迫放棄鎮西城撤回南圻，專心鎮壓這些叛亂。暹羅入侵南圻聲援林森叛軍，但被越南軍隊擊退。
與此同時，安東不滿暹羅人的統治，向越南的紹治帝求救。越南軍隊再次入侵柬埔寨，包圍烏棟。1845年，暹羅將領博丁德差與越南將領阮知方、尹蘊締結和約，雙方商定罷兵休戰，且不再干涉柬埔寨內政。安東於1846年遣使來到順化，表示向越南朝廷的效忠，隨後越南軍隊全部撤離了柬埔寨，將所有事務都交由柬埔寨國王管理。
1848年，安東由柬埔寨和暹羅的婆羅門正式加冕成為國王。暹羅雖然仍在柬埔寨留有駐軍和政治顧問，但柬王擁有很大的決策權，之前阮朝頒佈的越南化政策也被全部廢止。外交上，柬埔寨同時向暹羅和越南朝貢，直至五十餘年後法國殖民者到來為止。

## 腳註
1. ↑  《大南實錄》稱其為丕雅質知。
2. ↑  《大南實錄》稱其為丕雅伐稜。
3. ↑  《大南實錄》稱其為烏舌。